# 大利斯 (布恰区)
50°44′39″N 29°55′21″E / 50.74417°N 29.92250°E
大利斯（烏克蘭語：Великий Ліс）是位於烏克蘭北部的村莊，由基辅州布恰区的博罗江卡市镇負責管轄。該村面積0.39平方公里，海拔高度155米，2001年人口22，人口密度每平方公里56.4人。